# دينيس كيز
دينيس كيز (بالإنجليزية: Dennis Keyes)‏ هو لاعب كرة قدم أمريكية أمريكي، ولد في 26 مارس 1985 في فان نويس في الولايات المتحدة.

## وصلات خارجية
- دينيس كيز على موقع JustSportsStats.com (الإنجليزية)